# ديزيري هورتون
ديزيري هورتون (بالإنجليزية: Desiree Horton)‏ هي قائدة هليكوبتر ‏ وإمرأة إطفاء أمريكية، ولدت في 18 مايو 1971 في شمال هوليوود ‏ في الولايات المتحدة.

## وصلات خارجية
- ديزيري هورتون على موقع IMDb (الإنجليزية)